# Лаварын Сумья
Ла́варын Сумья́ (монг. Лаварын Сумъяа; 1874—1935; Сумья-бейсе) — деятель монгольского национально-освободительного движения в Синьцзяне, национальной и народной революций в Монголии.

## Биография

### Деятельность в Синьцзяне
Лаварын Сумья родился на территории современного Синьцзян-Уйгурского автономного района КНР в местности Бор. Получив образование, со временем стал главой хошуна Хувэт-Шар.В ноябре 1911 года илийские олёты Хувэт-Шара подняли восстание против местной маньчжурской военной администрации. В течение месяца оно было подавлено, местное население подверглось репрессиям и грабежам, а участников восстания приговорили к жестоким публичным казням. Сумья-бейсе, будучи одним из предводителей мятежа, во главе 600 человек ушёл к русской границе, на территорию современного Казахстана, где русские власти выделили им в апреле 1912 года землю под временное поселение. Поддавшись уговорам маньчжурских властей, около половины беженцев вскоре вернулись в Синьцзян, где многие из них были арестованы и казнены, и лишь некоторым вновь удалось бежать в Россию. 

### Военная карьера в Монголии
В ходе подготовки к переселению в Калмыкию беженцы получили новости о свершившейся в Монголии национальной революции. Переправив осенью 1912 года по российским каналам правительству Богдо-хана просьбу о поселении в Монголии, Сумья-бейсе вместе с 271 беженцем по железной дороге прибыл в Монголию через Кяхту. Богдо-хан пожаловал ему титул туше-гуна, выделил пришедших вместе с ним илийских чахаров в отдельный хошун и расположил в восточно-кяхтинском военном округе, дзасаком которого стал Сумья. С началом войны за освобождение Внутренней Монголии Сумья во главе десятка солдат был призван в армию, участвовал под командованием Манлай-батора Дамдинсурэна в освобождении города Бяруу, в сражениях под Жанчху, при Долонноре, в Зуу-Уде, хошуне Шулуун-Хух. Военные заслуги Сумья-гуна были отмечены присвоением ему именного титула Ялгун-батор.
После китайской оккупации страны в хошуне Сумья-гуна начала свою агитацию Монгольская народная партия. В январе 1921 года к нему явились Чагдаржав и Чойбалсан, и предложили ему посодействовать делу народной революции. Сумья присоединился к народному ополчению, в качестве замглавкома участвовал в освобождении Алтан-Булака от китайских войск. Вступил в Народную партию, в 1921—1929 годах работал секретарём 87-й партийной ячейки в хошуне Их-Тушиг-Уул Богд-Хан-Уульского аймака. В 1930 году из-за феодального прошлого его изгнали из партии, в 1931 году лишили избирательных прав. 4 апреля 1934 года президиум Малого хурала рассмотрел его жалобу по этому вопросу, и он был восстановлен в правах. Добровольно отказался от своих старых титулов. 8 июля 1934 года получил удостоверение партизана народной революции № 418. В 1935 году скончался от болезни.